# Spelautomat

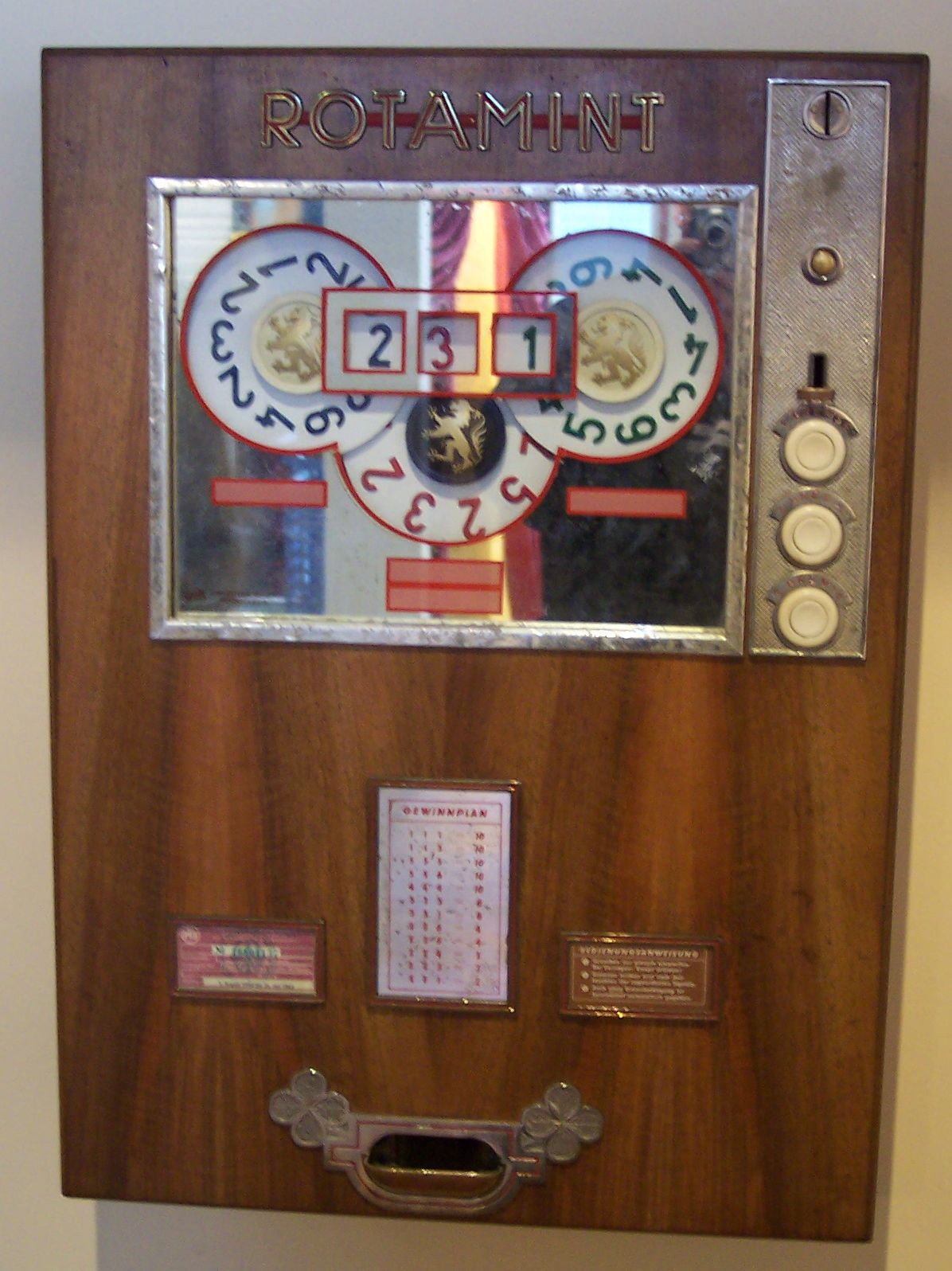
Spelautomat från 1960.

En spelautomat är en maskin eller automat som erbjuder spel mot en avgift. Avgiften kan variera beroende på vilken maskin som används. Dessa spel är ofta hasardspel där spelaren kan vinna pengar eller varor med hjälp av tur. En annan typ är arkadspel som inte ger vinster men erbjuder underhållande och skicklighetskrävande spel. Den högsta vinsten på en spelautomat kallas jackpott.
Spelautomater har tillsammans med andra snabba och lättillgängliga spel om pengar störst risk att leda till problemspelande och spelberoende.

## Definitioner av spelautomater
Det finns spelautomater i många olika former. Enligt Nationalencyklopedin är en spelautomat en apparat byggd enbart för spel med penninginsats och vinstutdelning eller enbart med spelavgift utan utdelning av vinst. Spelinspektionen delar in dessa i värdeautomatspel, varuspelsautomater och förströelsespel.
Värdeautomater är en form av spelautomat som på fysiska platser på svenska marknaden endast Svenska Spel får erbjuda. En sådan värdeautomat betalar ut vinster i form av värdebevis eller liknande och typen som Svenska Spel erbjuder heter Vegas, tidigare Jack Vegas.
En varuspelsautomat betalar ut vinster i form av varor och ett bra exempel på en sådan är kranautomater som har en gripklo vilket man på tid ska ta en vara (ofta billiga leksaker eller leksaksdjur) med.
Ett förströelsespel ger inte någon vinst alls eller i form av frispel på automaten och exempel på sådana är flipperspel, bilspel och tv-spel. Från och med den 13 juni 2013 anses även datorer på internetcaféer och liknande som förströelsespel.

## Historia

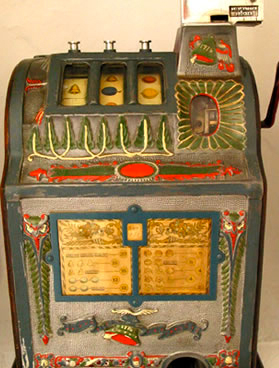
Spelautomaten Liberty Bell.

Sittman och Pitt i stadsdelen Brooklyn i New York utvecklande år 1891 den spelautomat som blev ursprungsmodellen till dagens enarmade banditer. Denna maskin hade bilder på spelkort och det var olika kombinationer av pokerhänder man efterstävade på de fem hjul som snurrade i maskinen. Det var först år 1963 som tekniken tog ett stort steg framåt. Det var då spelautomaten Money Honey såg dagsljuset för första gången. Denna spelautomat utvecklades av Bally och var den första elektromekaniska spelautomaten. Företaget Fortune Coin Co tog något senare år 1976 fram en enarmad bandit där skärmen bestod av en TV och blev därmed den första videospelautomaten.

## Klassiska- och videospelautomater
Andra definitioner av spelautomater som ibland används är slotmaskiner eller enarmade banditer. Sådana går att hitta på både landbaserade kasinon och på nätbaserade kasinon. Spelautomater kan skilja sig åt ganska mycket när det kommer till utseende och regler. Dels finns det klassiska spelautomater som innehåller tre hjul, få insatslinjer och relativt enkel grafik. Ett vanligt tema på sådana är de välkända frukt- och klocksymbolerna. Andra spelautomater är så kallade videospelautomater som kan bestå av fler hjul, många insatslinjer eller andra sätt att vinna på, samt avancerade funktioner med symboler som kan trigga i gång bonusrundor och gratisspel. Att grafiken är väl genomarbetad med exempelvis 3D animationer är inte ovanligt när det kommer till videospelautomater. Ofta förekommer även ljud som förknippas med bonusrundor eller gratisspel. 
En spelrunda på en spelautomat kan kosta allt ifrån någon krona upp till flera 1000-lappar. Ju mer man satsar desto högre kan oftast vinsterna bli eftersom insatsen vanligtvis multipliceras enligt en bestämd formel. En hög insats innebär ju givetvis att spelaren också kan förlora mer och i slutändan har spelautomaten ett övertag. Vegas maskiner har ofta en återbetalningsprocent till spelaren som i teorin motsvarar drygt 90 procent av de satsade medlen medan spelautomater online kan ha mycket högre, upp till cirka 99 procent. I tekniska termer kallades den formel som avgör spelmaskinens återbetalningsprocent för theoretical return to player (RTP). Om en spelmaskin har en RTP på 96% betyder detta att i det långa loppet, över loppet av miljarder spelrundor, kommer spelmaskinen att ha betalat tillbaka 96% av alla satsade pengar medan operatören (casinot) fått behålla 4%. Under en spelsession är effekten av RTP inte särskilt tydlig, utan då spelar variansen större roll.
Den klassiska spelautomaten har en historia som sträcker sig tillbaka till slutet på 1800-talet. Den första sägs ha tillverkats av Charles Fey och kallas för Liberty Bell.

## Problemspelande och spelberoende
Spel om pengar kan, liksom droger och alkohol, ge upphov till allt från enstaka negativa konsekvenser (spelproblem) till diagnostiserat spelberoende. Spelproblem innebär att man har svårt att kontrollera spelandet och att spelandet ger negativa konsekvenser som ohälsa, ekonomiska problem eller sociala problem. Spelberoende är ett allvarligt tillstånd med en ökad risk för förtidig död och suicid.
De flesta spel kan ge spelproblem, men vissa spel är mer riskabla än andra. Spelautomater tillhör de med stört risk att leda till problem och beroende tillsammans med andra former av spel som är snabba och lättillgängliga som nätkasino, nätpoker och nätbingo.